# 세키메세이이쿠역
세키메세이이쿠역(일본어: 関目成育駅, せきめせいいくえき)은 일본 오사카부 오사카시 조토구에 있는 오사카 시영 지하철의 철도역이다. 역번호는 I17이다. 게이한 전기 철도 게이한 본선 세키메 역과 인접하고 있다.

## 개요 및 역 구조
2단식 1면 1선의 승강장이 있는 지하역이다. 스크린도어가 설치되어 있으며, 개찰구는 한 군데에만 있다.
1번선이 지하 2층, 2번선이 지하 3층에 있다. 이 구조는 오사카 시영 지하철의 역에서는 유일한 구조이다. 각 출구에는 엘리베이터가 설치되어 게이한 본선 세키메 역에 연락하는 계단에 대해서는escalat로 연결되어 있다.

### 승강장
| 1 | ■ 이마자토스지 선 | 가모 4초메 · 미도리바시 · 이마자토 방면 |
| 2 | ■ 이마자토스지 선 | 다이시바시이마이치 · 이타카노 방면      |

## 역세권 정보
- 세키메 역
- 세키메타카도노 역

## 역사
- 2006년 12월 24일: 영업 개시.

## 인접역
| ■ 오사카 메트로 이마자토스지선   | ■ 오사카 메트로 이마자토스지선 | ■ 오사카 메트로 이마자토스지선 |
| -------------------------------- | ------------------------------ | ------------------------------ |
| I16 신모리후루이치 이타카노 방면 |                                | I18 가모 4초메 이마자토 방면   |